# Onomatologia botanica completa, oder Vollstandiges botanisches Worterbuch
Onomatologia botanica completa, oder Vollstandiges botanisches Worterbuch (abreviado Onomat. Bot. Compl.) es un libro con ilustraciones y descripciones botánicas que fue escrito por el naturalista y químico alemán Johann Friedrich Gmelin. Fue publicado en Frankfurt en 10 volúmenes en los años 1772-1778.